# 洛布里伊夫卡
47°15′0″N 32°13′43″E / 47.25000°N 32.22861°E
洛布里伊夫卡（烏克蘭語：Лобріївка），是烏克蘭的村落，位於該國南部尼古拉耶夫州，由巴什坦卡區負責管轄，始建於1794年，面積0.24平方公里，海拔高度16米，2001年人口210，人口密度每平方公里875人。